# 李生窺墻傳
《李生窺墻傳》（：／）是朝鮮王朝小說家金時習漢文傳奇小說集《金鰲新話》中的第二篇。小說講述出身两班貴族家庭的松都李生與崔娘相戀，後崔娘在紅巾之亂中喪命，其亡魂仍歸來夜間陪伴李生的愛情故事。